# August Kitzberg
August Kitzberg (Laatre, 1855. december 29. – Tartu, 1927. október 10.) észt író

## Élete
Szegény családba született. 1857 és 1881 közt Penuja faluban (ma Abja, Viljandimaa) élt, ahol testvére, Jaak Kits iskolai tanár volt. Később mindketten Pööglébe költöztek, a Maie tanyára, ahol ma a Kitzberg Múzeum található.
1872-től Kitzberg falusi és bírósági hivatalnokként tevékenykedett Viljandi megyében, 1894-től egy lettországi gyár alkalmazottja lett, majd 1901-ben Tartuban telepedett le. A Postimees című lap ügyvezető igazgatója, valamint a Vanemuine Színház dramaturgja volt. 1912-ben kapcsolódott be a Noor Eesti mozgalomba, annak pénztárosa lett. Az 1922-ben alapított Észt Írószövetség első tiszteletbeli tagja volt. Bronz emlékműve Karksi-Nuia-ban található, Jaak Soans alkotása.
Az 1970-es években fordítói munkákból élt. Irodalmi pályafutását vígjátékokkal és humoros, falusi környezetben játszódó történetekkel kezdte. Első darabjait falusi színházak műkedvelő társulatai adták elő. A professzionális észt színházi kultúra kialakulásával párhuzamosan Kitzberg is egyre igényesebb drámaíróvá vált. Szorosan együttműködött Karl Menninggel, aki 1905-ben hivatásos színházi társulatot alapított a Vanemuine Színházban.
Kitzberget az észt dráma egyik megalapítójának tartják. Különösen Libahunt (1912) című tragédiája keltett feltűnést. Másik nagy sikere a Kauka jumal (1915) című dráma volt. Munkáiban többek közt az anyagi egyenlőtlenséggel, az uralkodó osztályok arroganciájával és az emberek kisebb-nagyobb gyarlóságaival foglalkozott. Legjobban az ő művei írják le a korabeli észtországi vidéki életet. Drámái mellett számos novellát, emlékiratokat és feuilletonista esszéket írt, ez utóbbiak egy részét Tiibuse Jaak álnéven.
Kitzberg kétszer nősült, második házasságából egy fia született.

## Válogatott munkái

### Drámák
- Punga–Mart ja Uba-Kaarel (1894)
- Sauna Antsu "oma" hobune (1894)
- Püve Peetri "riukad" (1897)
- Veli Henn (1901)
- Räime Reeda 10 kopikat (1903)
- Rätsep Õhk ja tema õnneloos (1903)
- Hennu Veli (1904)
- Tuulte pöörises (1906)
- Libahunt (1911/12)
- Kaval-Ants ja Vanapagan (1912)
- Kauka jumal (1915)
- Kosjasõit (1915)
- Enne kukke ja koitu (1919)
- Laurits (1919)
- Onu Zipul (1922)
- Neetud talu (1923)

### Elbeszélések
- Maimu (1889)
- Külajutud (fünf Bände, 1915–1921)

### Emlékiratok
- Vana "tuuletallaja" noorpõlve mälestused (két kötet, 1924/25)

### Feuilletonisztika
- Tiibuse Jaak Tiibuse kirjavahetus (két kötet, 1920/1923)

## Fordítás
- Ez a szócikk részben vagy egészben  az   August Kitzberg című német Wikipédia-szócikk ezen változatának fordításán alapul.  Az eredeti cikk szerkesztőit annak laptörténete sorolja fel. Ez a jelzés csupán a megfogalmazás eredetét és a szerzői jogokat jelzi, nem szolgál a cikkben szereplő információk forrásmegjelöléseként.